# Changliu (köpinghuvudort i Kina, Hainan Sheng, lat 20,01, long 110,20)
Changliu (kinesiska: 长流, 长流镇) är en köpinghuvudort i Kina. Den ligger i provinsen Hainan, i den södra delen av landet, omkring 15 kilometer väster om provinshuvudstaden Haikou. Antalet invånare är 39 562. Befolkningen består av 17 984 kvinnor och 21 578 män. Barn under 15 år utgör 16,0 %, vuxna 15-64 år 76 %, och äldre över 65 år 7,0 %.
Runt Changliu är det tätbefolkat, med 550 invånare per kvadratkilometer. Närmaste större samhälle är Xiuying, 9,8 km öster om Changliu. I omgivningarna runt Changliu växer huvudsakligen savannskog.
Genomsnittlig årsnederbörd är 2 382 millimeter. Den regnigaste månaden är juli, med i genomsnitt 350 mm nederbörd, och den torraste är januari, med 21 mm nederbörd.